# La huella digital
La Huella Digital es una revista digital universitaria hecha por y para universitarios y en la que también tiene cabida todo tipo de contenidos, desde Deportes a Política, Cultura, Opinión,..., pero siempre desde el punto de vista de los jóvenes de hoy en día.
El profesor de la Universidad Complutense de Madrid, Ángel L. Rubio Moraga, es el director de esta revista, cuyo primer número vio la luz en Internet la semana del 15 al 22 de noviembre de 2004. Por ella han ido pasando numerosos colaboradores, en su mayoría jóvenes estudiantes de Periodismo de la Facultad de Ciencias de la Información (UCM), que han tenido su primera oportunidad como redactores en este medio de comunicación.

## Secciones
La revista está compuesta por doce secciones:

### Conoce a…

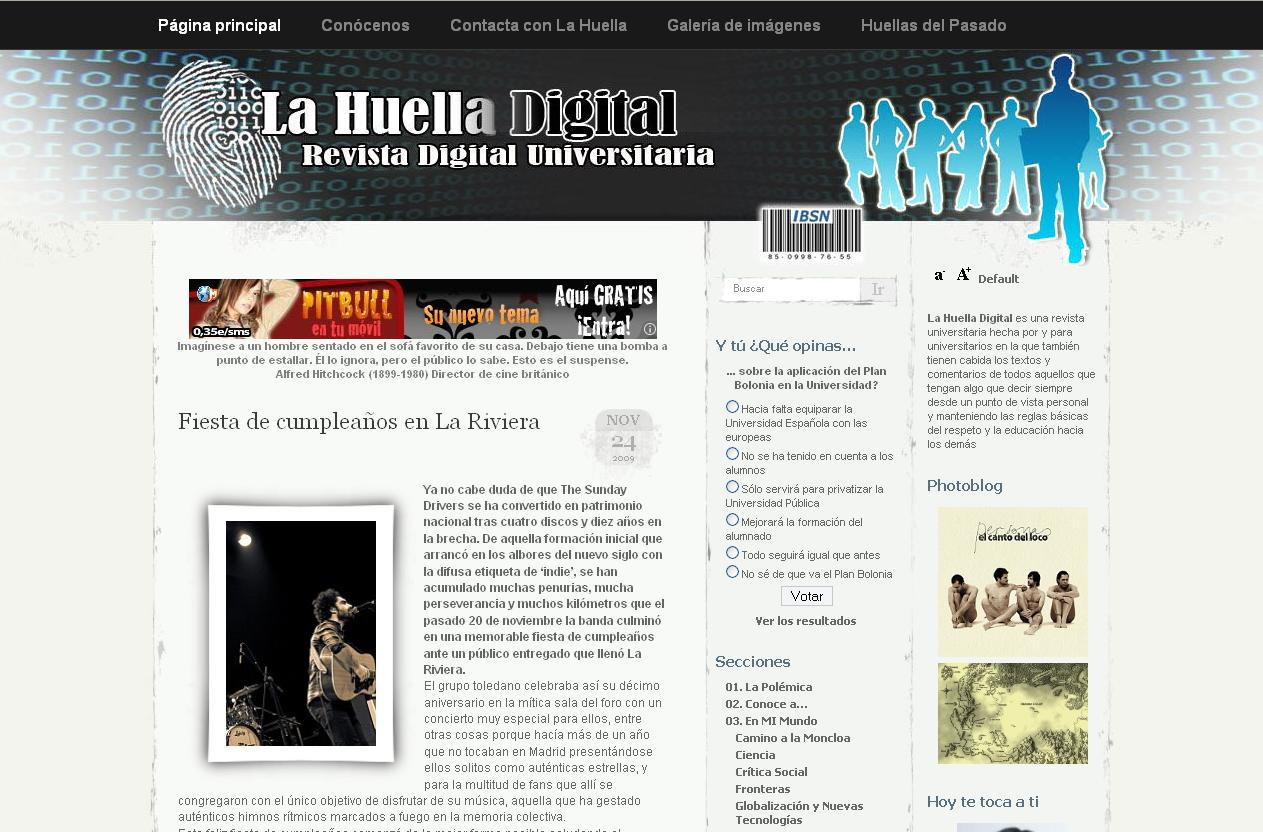
Portada de la revista.

### En MI Mundo
- Camino a la Moncloa
- Ciencia
- Crítica Social
- Fronteras
- Globalización y Nuevas Tecnologías
- Más de cien mil historias
- Medio Ambiente
- Vuelta y Vuelta

### El Deporte
- A 300 por hora
- Diario de la Eurocopa 2008
- El Eurobasket, día a día
- Tiempo NBA
- Zona ACB

### En TU Universidad
- Cursos de especialización
- Periodismo y Tecnologías

### Cultura Joven
- Antiguas Civilizaciones
- Cine
- Espectáculos
- Estilo y Vestido
- Exposiciones
- Festivales Musicales
- Jazz y Músicas del Mundo
- La Música del Ruido
- Libros
- Viajeros y Reportajes
- See you soon…
- Videojuegos

### No te lo Pierdas
- Gastronomía
- Libros recomendables
- Ocio y Tiempo Libre
- Teatro
- Televisión
- Viajes

### Cajón deSastre
- Diario de…

### Opinión
- La Contracrónica
- Seamos políticamente correctos
- Y Tú ¿Qué opinas?

### reflexionARTE
- Datos: Q2837449